# Audrieu
Audrieu (o.dʁjøⓘ) es una población y comuna francesa, situada en la región de Baja Normandía, departamento de Calvados, en el distrito de Caen y cantón de Tilly-sur-Seulles.

## Demografía
| 520 | 539 | 485 | 676 | 868 | 839 |
| Para los censos de 1962 a 1999 la población legal corresponde a la población sin duplicidades (Fuente: INSEE [Consultar]) |     |     |     |     |     |